# Ida Nettleship

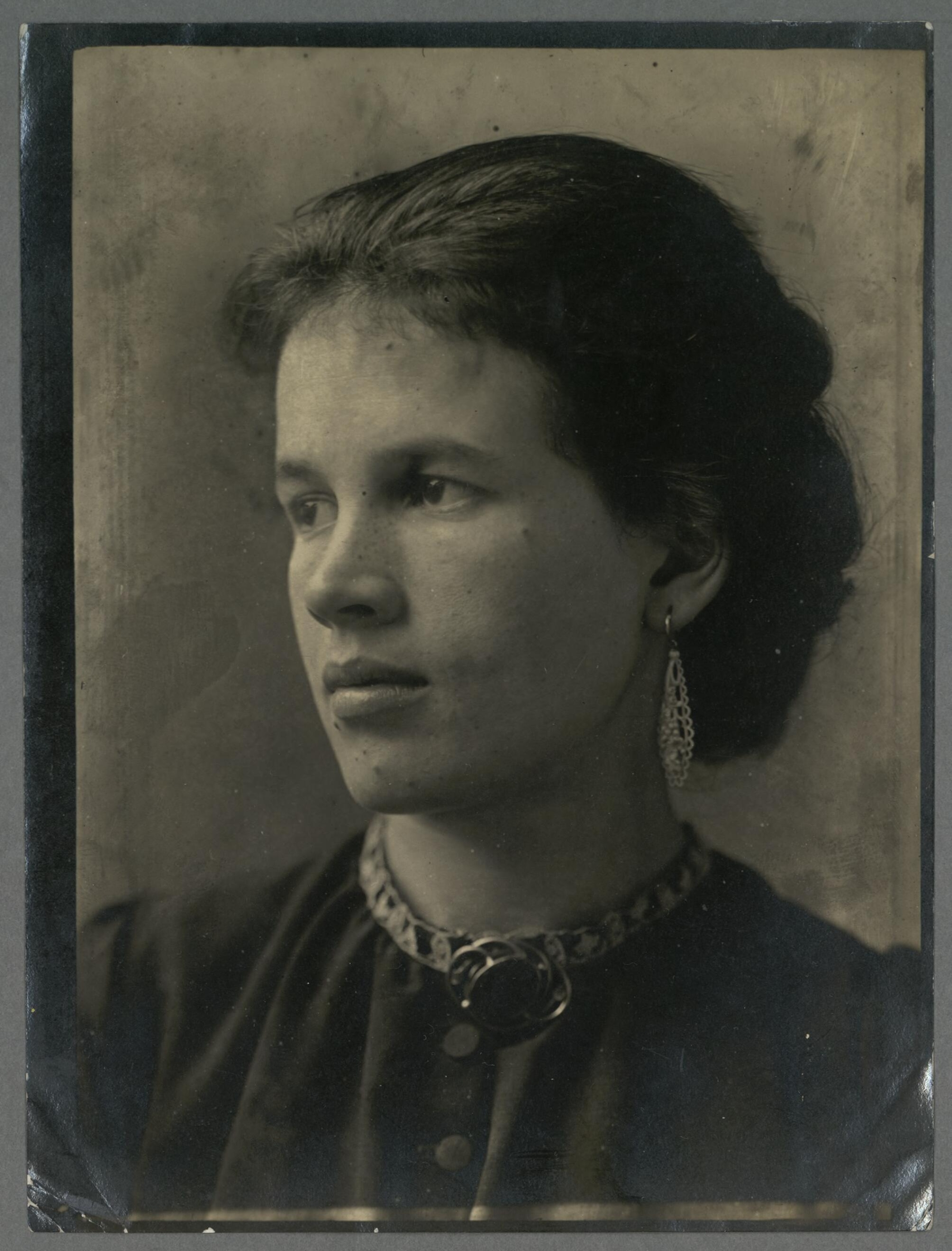
Ida Nettleship John, Fotografie 1902

Ida Margaret Nettleship, verheiratete John, (* 24. Januar 1877 in Hampstead; † 14. März 1907 in Paris) war eine britische Künstlerin und Briefeschreiberin. Sie war die Ehefrau des Künstlers Augustus John. Während sie ihre eigene künstlerische Karriere dominiert durch seinen Bohème-Lebensstil aufgab, ist sie durch eine Vielzahl von Briefen an ihre Verwandten und Freundinnen aus der Zeit der eigenen Künstlerinnentätigkeit und die darin gemachten Beobachtungen über ihr und sein Leben in Erinnerung geblieben.

## Leben
Nettleship wurde als älteste der drei Töchter des Tiermalers John Trivett Nettleship und seiner Frau Adaline, besser bekannt als Ada Nettleship, Schneiderin und Tochter des Otologen James Hinton, geboren.
Im Alter von 15 Jahren wurde sie Schülerin an der Slade School of Art, wo sie bis 1898 unter Frederick Brown, Henry Tonks und Philip Wilson Steer studierte. Unter ihren Mitschülern befreundete sie sich mit Gwen Salmond, Edna Waugh, Gwen John sowie Bessie und Dorothy Salaman an. Sie verlobte sich mit deren Bruder Clement Salaman, löste die Beziehung jedoch 1897 und reiste nach Italien. 1898 folgte eine Reise nach Paris, wo sie sich eine Wohnung mit Gwen John und Gwen Salmond teilte und bei James Whistler an der Académie Carmen studierte.
Gegen Ende ihrer Zeit an der Slade School of Art lernte sie Gwens Bruder Augustus John kennen, und sie heirateten am 24. Januar 1901. Sie verbrachten ihre Flitterwochen in Swanage und nahmen sich zunächst eine Wohnung in London, doch John wurde bald darauf zu einem zeitweiligen Professor an der Kunstschule der University of Liverpool ernannt. Sie blieben 18 Monate lang in Liverpool, wo im Januar 1902 der erste ihrer fünf Söhne, David Anthony Nettleship, geboren wurde. Ein Porträt von Nettleship von John aus der Zeit um 1901, als sie zum ersten Mal schwanger war, befindet sich im walisischen Nationalmuseum (Amgueddfa Cymru). Ihr zweiter Sohn Caspar John wurde im März 1903 in London geboren; er wurde Offizier in der Royal Navy und stieg schließlich zum First Sea Lord auf.
Später im Jahr 1903 wurde Nettleships Leben mit John kompliziert, als Dorelia McNeill nicht nur sein Modell, sondern auch seine Geliebte wurde. Von 1903 bis 1907 lebten die drei in einer Ménage à trois zusammen, zunächst in Matching Green in Essex und ab 1905 in Paris. Nettleship hatte mit John in schneller Folge drei weitere Söhne: Robin (* 1904 in Essex), Edwin (* 1905 in Paris) und Henry (* 1907 in Paris).
Angesichts des begrenzten Einkommens von John und der wachsenden Familie gab Nettleship schließlich die Malerei auf, um sich um die Kinder und die Hausarbeit zu kümmern. Obwohl sie dies als ermüdend empfand und in Erwägung zog, John zu verlassen, lebte sie nicht lange genug, um dies zu tun. Sie starb 1907 nach der Geburt ihres fünften Sohnes Henry in Paris an Kindbettfieber. Ihre Mutter arrangierte ihre Einäscherung auf dem Friedhof Père-Lachaise und nahm ihre Asche und die drei ältesten Kinder mit nach London.
John blieb nach Nettleships Tod bei Dorelia McNeill und obwohl sie die Mutter von fünf seiner Kinder war, wird Nettleship in Chiaroscuro, Johns Memoiren von 1952, mit keinem Wort erwähnt.
The Good Bohemian, eine Ausgabe von Nettleships Briefen, wurde 2017 veröffentlicht; sie wurde von Johns Enkelin Rebecca John und Johns Biograf Michael Holroyd herausgegeben.

## Weitere Literatur
- Amy Licence: Bohemian Lives: Three Extraordinary Women: Ida Nettleship, Sophie Brzeska and Fernande Olivier. Amberley Publishing, Stroud 2017, ISBN 978-1-4456-7064-5.
- Alison M. Thomas: Portraits of Women: Gwen John and Her Forgotten Contemporaries. Blackwell Publishing, Hoboken, NJ 1995, ISBN 978-0-7456-0661-3.